# José Gabriel Condorcanqui

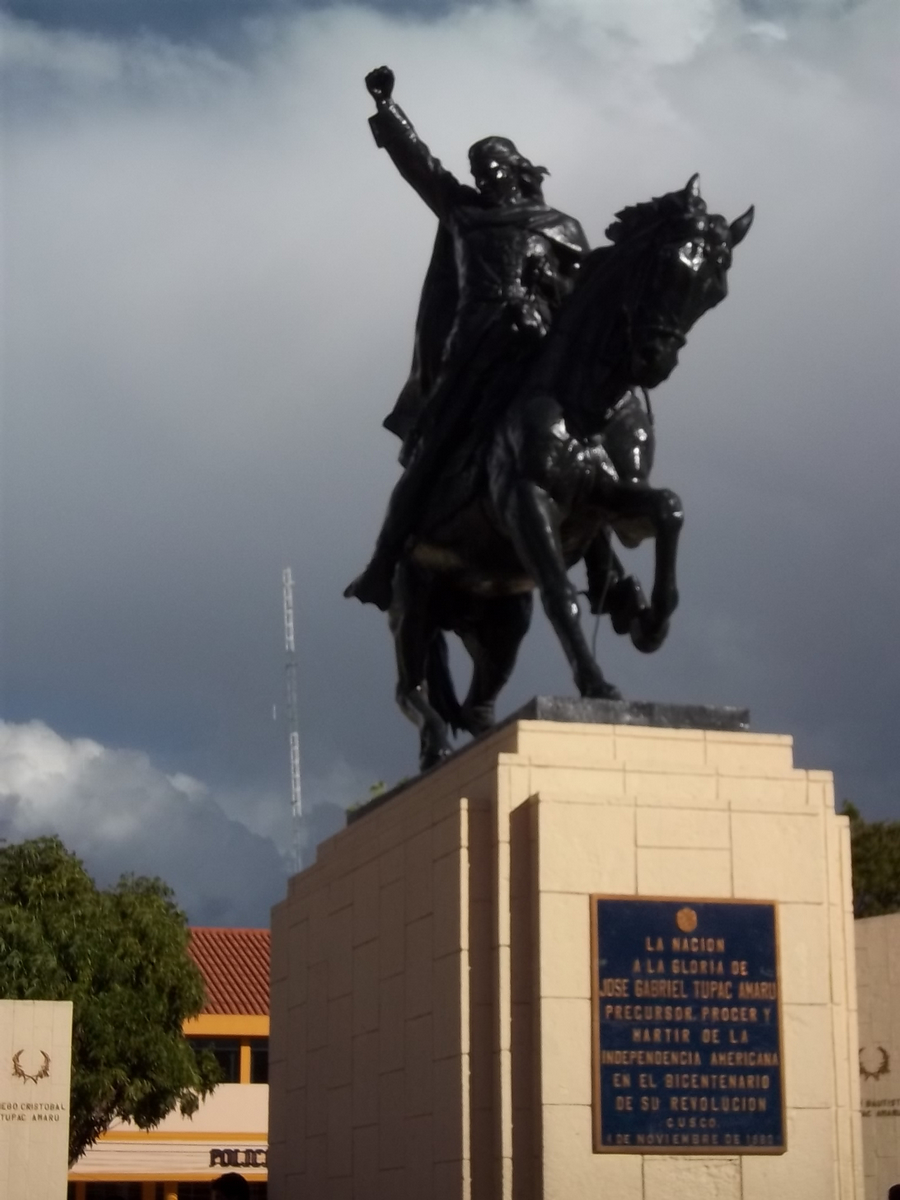
Denkmal für Tupaq Amaru II. in Cusco

José Gabriel Tupaq Amaru oder José Gabriel Condorcanqui Noguera, später bekannt als Tupaq Amaru II. (Túpac Amaru II.; * 19. März 1738 in Tinta (heutiges Peru); † 18. Mai 1781 in Cusco), war der Führer eines Aufstandes gegen die Spanier im Jahr 1780. Trotz Scheiterns der Revolte wurde Tupaq Amaru später glorifiziert und zu einer wichtigen Figur im Kampf um die peruanische Unabhängigkeit, für verschiedene Aufstandsbewegungen in Amerika und bei der Enteignung der Großgrundbesitzer in Peru unter General Juan Velasco Alvarado.

## Leben
Als José Gabriel Condorcanqui wurde er 1738 geboren. Seine Mutter war Rosa Noguera Valenzuela, sein Vater Miguel Condorcanqui. Seine Eltern starben, als er zwölf Jahre alt war. Als Waise wurde er von einer Tante und einem Onkel weiter erzogen. Mit sechzehn Jahren erhielt er eine Jesuitenausbildung an der San-Francisco-de-Borja-Schule. Am 25. Mai 1758 heiratete er Micaela Bastidas Puyucahua (geboren in der Umgebung um Abancay) und bekam drei Söhne: Hipólito (* 1761), Mariano (* 1763) und Fernando (* 1770). Es gibt auch die Geschichte, dass er mit Umina Berzeviczy, Tochter des polnischen Abenteurers Sebastian Berzeviczy und einer Inkaprinzessin, Nachkommen hatte.
Als Großgrundbesitzer und Feudalherr nahm er die Ausbeutung der indigenen Bevölkerung wahr und rief nach erfolglosen Klagen und Gerichtsprozessen zum Aufstand gegen die spanische Herrschaft auf. Er erklärte sich zum Erben des Inkareiches; in Erinnerung an den letzten der Inkaherrscher Tupaq Amaru († 1572) – von dem er abzustammen behauptete – nannte er sich Túpac Amaru II.
Der von ihm angeführte Aufstand war die erste ernsthafte Auflehnung von Indigenen gegen die spanischen Kolonialherren nach zwei Jahrhunderten. Nach erfolgloser Belagerung von Cusco durch 17.000 Mann spanientreuer Truppen unter dem Befehl von General José Antonio de Valle und dem spanischen General-Visitor José Antonio de Areche gelang den Spaniern erst durch den Verrat durch europäische Mitstreiter die Gefangennahme von Tupaq Amaru II. Der Visitor Areche befahl, gegen die Aufständischen mit extremer Härte vorzugehen: Amaru wurde verurteilt und auf der Plaza de Armas in Cusco gevierteilt, wo bereits sein vorgeblicher Ahnherr Tupaq Amaru geköpft worden war. Unmittelbar vorausgegangen waren die qualvolle Hinrichtung seines ältesten Sohnes Hipólito Condorcanqui Bastidas, seiner Ehefrau Micaela Bastidas Puyucahua und der Militärführerin Tomasa Tito Condemayta.

## Die Gran Rebelión 1780–1783
Tupaq Amaru war ein Kazike, d. h. der mächtigste Mann seiner Gemeinde nach präkolonialem Vorbild. Als die Spanier die alten Herrschaftstrukturen endgültig aufbrechen wollten, drohte sein Verlust des Titels und somit die Degradierung vom Kaziken zum einfachen „Indio“. Tupaq Amaru versuchte sein Recht auf den Titel einzuklagen, hatte jedoch keinen Erfolg. Sein Engagement in der Rebellion war keinesfalls uneigennützig: Er versuchte damit seinen Status als Kaziken zu erhalten. Ferner war er bei Antonio de Arriaga, dem örtlichen corregidor, einem Beamten der spanischen Kolonialverwaltung, verschuldet. Arriaga war wegen seiner Amtsmissbräuche und seiner Grausamkeit gegen die von ihm verachteten Indigenen verhasst. Am 4. November 1780 nahmen Tupaq Amaru und seine Mitverschwörer auf dem Weg zwischen Yanaoca und dem nahegelegenen Dorf Tungasuca, in dem Tupaq Amaru lebte, Arriaga gefangen. Nach kurzem Prozess wurde Arriaga zum Tode verurteilt und gehängt. Dies löste den Beginn der Rebellion aus. Bezeichnend ist, dass die Losung der Aufständischen lautete: „Es lebe der König, Tod der schlechten Regierung!“ (Viva el Rey, muera el mal gobierno!)

### Ursachen
Die wichtigsten Ursachen des Aufstandes waren:
- Die Einführung des reparto 1756: Die „Indios“ wurden dazu gezwungen, ihrem corregidor Waren abzukaufen. Dies sollte den Handel vorantreiben und dazu führen, dass sich die Zahlung mit Geld langsam gegenüber dem Tauschwarenhandel durchsetzte. Die corregidores konnten jedoch selbst die Preise für die Waren festlegen, was wiederum zu einer Ausbeutung der Bevölkerung führte. Somit stand die Bevölkerung unter einem enormen Druck, da sie außerdem noch zu Tributzahlungen verpflichtet war.

- Die Bourbonischen Reformen von 1777: Mestizen waren vom Tribut und der Mita, der unbezahlten Zwangsarbeit in Minen oder für öffentliche Arbeiten, ausgeschlossen. Durch die bourbonischen Reformen sollte ein neuer Zensus durchgeführt werden, in dessen Rahmen Mestizen ihren ethnischen Status neu belegen sollten. Es war zu befürchten, dass zahlreiche Mestizen dadurch als „Indios“ registriert würden, was ihre Verpflichtung zum Tribut und der Mita mit sich gebracht hätte. Diese Tatsachen erklären die Mitwirkung von Teilen der mestizischen Bevölkerung bei der Rebellion. Weiterhin war die koloniale Gesellschaft von der Anhebung der Alcabala, einer Steuer, von 2 % auf 4 % und dann auf 6 % betroffen: Die Steuererhöhung hatte große Gewinneinbußen zur Folge. Zunehmend ersetzten auch Spanier aus dem Mutterland im Land geborene kreolische Beamte.

- Die Teilung Perus in zwei Vizekönigreiche: Im Zuge der Reformen wurde das Vizekönigreich des Río de la Plata von Peru abgetrennt, was zur Folge hatte, dass die traditionellen Handelsrouten abgeschnitten wurden. Dadurch stieg der Druck auf die Händler, da sie sich neue Märkte suchen oder die Zahlung von Zöllen in Kauf nehmen mussten.

### Verlauf
Die Rebellion an sich lässt sich in zwei Phasen teilen: In der ersten Phase war Condorcanqui der Anführer. In der Basis war die Rebellion indigen geprägt, allerdings bemühte sich Túpac Amaru II sehr um die Einbindung anderer sozialer Gruppen der Kolonialgesellschaft und bewegte sich letztlich innerhalb von deren Logik. Er wurde von zahlreichen Mestizen unterstützt und hatte auch vereinzelt Kreolen sowie Teile des Klerus an seiner Seite. In der Hierarchie der Rebellion spiegelte sich jene der kolonialen Gesellschaft deutlich wider: Fast alle Anführer waren Kreolen oder Mestizen, nur wenige „Indios“; Schwarze waren gänzlich von führender Beteiligung ausgeschlossen. Damit kann man den Aufstand zwischen einem Indianeraufstand und einem Konflikt zwischen Kolonie und Metropole einordnen.
In der zweiten Phase nach dem Tod von Túpac Amaru II. übernahm Tupaq Katari das Kommando. Tupaq Katari vertrat eine radikalere Politik, die sich gegen alle Weißen richtete, so dass sich die Mestizen und Kreolen zurückzogen.
Generell lässt sich sagen, dass sich die Rebellion Tupaq Amarus durch das Netz der Verwandtschaft auszeichnete, das gegenseitige Unterstützung und Loyalität garantierte. Es war nicht die erste Rebellion gegen die spanischen Kolonialherrscher. Die Rebellion unter Juan Santos Atahualpa (ca. 1742–1750) dauerte viel länger, hatte aber nicht eine solche Auswirkung wie die Tupaq Amarus. Der Vorteil der letzteren bestand darin, dass sie sich in den südlichen Anden abspielte, wo sich die Silberminen befanden und die für den Handel strategisch wichtig war. Dadurch konnte sie die koloniale Wirtschaft erheblich schädigen. Ein Grund für das Scheitern der Rebellionen ist darin zu sehen, dass es Rivalitäten zwischen den Kaziken gab. Diese Konflikte zwischen den Stammesherrschern bestanden schon zu präkolonialen Zeiten und setzten sich dann weiter fort. Die Kaziken spalteten sich in das rebellische und das der Krone treue Lager. Das Unvermögen, im Interesse der „Indios“ zusammenzuarbeiten, führte letztendlich zum Scheitern der Rebellionen.

## Populärkultur

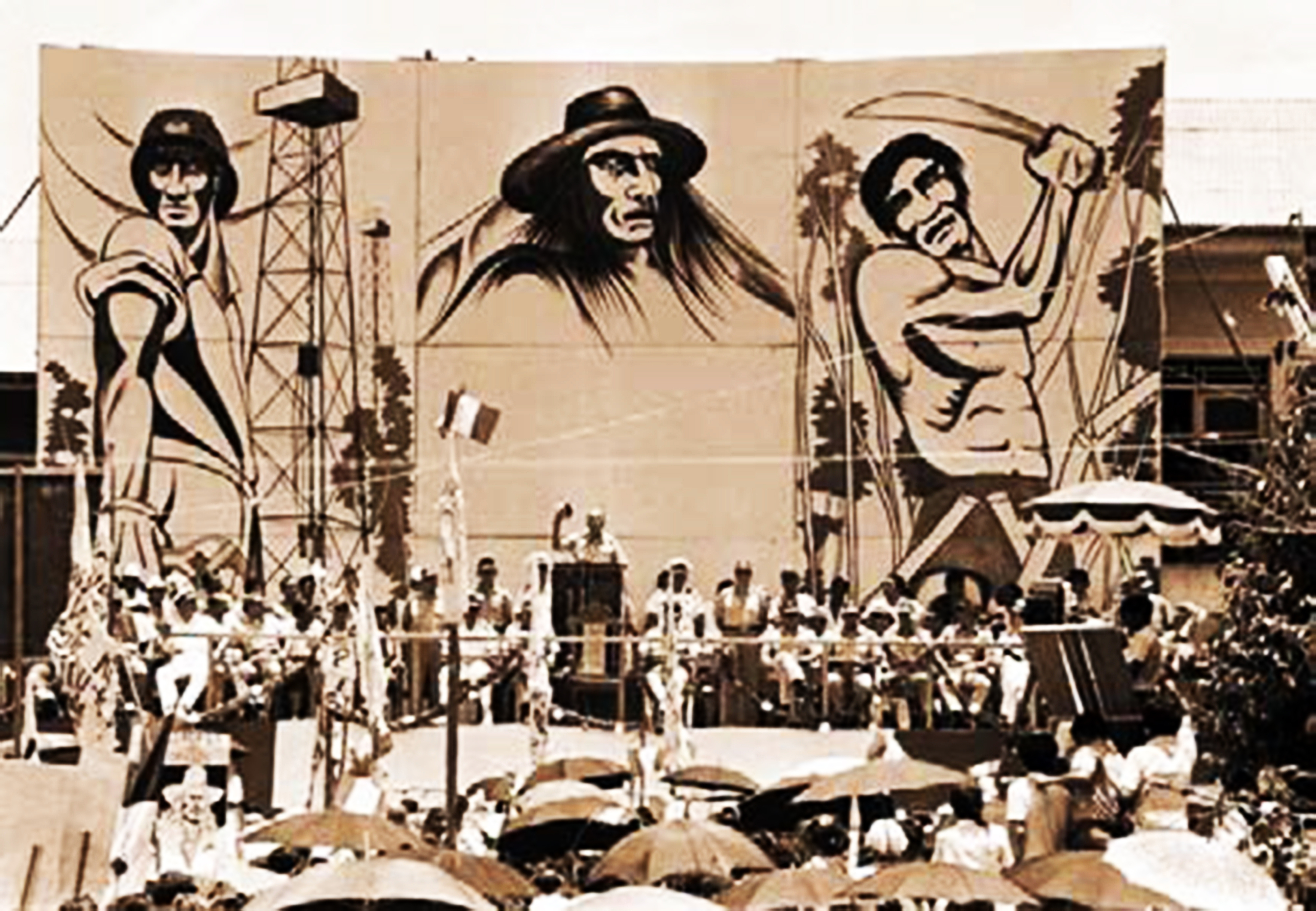
„Symbole der Revolution“ Juan Velasco Alvarados: Erdölarbeiter, Revolutionär Tupaq Amaru, indigener Landarbeiter mit Machete

- Von beiden Tupaq Amaru erzählt die Popularlegende in Peru, dass ihre gevierteilten Leiber unter der Erde wieder zusammenwüchsen. Ihre Wiederkehr als Inkarrí (Inkakönige) wird zur mythischen Zeitenwende Pachakuti erwartet.
- Während des peruanischen Militärregimes (1968–1980) wurde Tupaq Amaru von der Junta als Symbol für die Ideale der Revolution gewählt.
- Die Tupamaros, eine linke Untergrundbewegung in Uruguay ab 1969, benannten sich nach Tupaq Amaru II. Diese Gruppe wurde zum wichtigsten Vorbild für die deutsche Rote Armee Fraktion.
- In den 1990er-Jahren erlangte der Rapper 2Pac alias Tupac Shakur, der nach Tupaq Amaru II. benannt wurde, große Berühmtheit, die sich nach seiner Ermordung noch steigerte.

## Schreib- und Sprechweise des Namens
- Schreibweise auch: Tupaj oder Túpac Amaru.
- Sprechweise: Túpach Amáru (Quechua für „Erhabene Schlange“); Condorcanqui, auch: Kunturkanki (Quechua für „du bist ein Kondor“)